# Trittico della martire crocifissa
Il Trittico della martire crocifissa (o Trittico di santa Liberata) è un dipinto a olio su tavola (104x119 cm) di Hieronymus Bosch, databile al 1497 circa e conservato alle Gallerie dell'Accademia a Venezia. L'opera è firmata nello scomparto centrale in basso a sinistra "Jheronimus Bosch".

## Storia
Alcuni studiosi hanno avanzato l'ipotesi che Bosch possa aver dipinto l'opera durante un suo breve viaggio nell'Italia settentrionale, ma è più probabile che l'artista abbia ricevuto questa commissione da mercanti o diplomatici italiani residenti nelle Fiandre.
Il trittico apparteneva alle raccolte di Domenico Grimani e fu lasciato in eredità alla Repubblica; già è citato in fonti manoscritte a Palazzo Ducale venne pubblicato per la prima volta a stampa nel 1771, nel trattato Della pittura veneziana dello Zanetti, come presente nella sala dell'Eccelso Tribunale. Nel 1838 venne requisita e trasportata a Vienna, dove rimase fino al 1919, quando venne restituita a Venezia. Un incendio ha danneggiato l'opera, rendenone difficile la lettura, tuttavia l'autografia non è mai stata messa in dubbio.
La datazione, come tutte le opere di Bosch, ha subito varie oscillazioni nella critica: Larsen proponeva il 1495 circa, vicino al Trittico degli eremiti, Come il 1500-1505, Cinotti 1500-1504 e Baldass un'opera tarda degli ultimi anni (il pittore morì nel 1516). Le analisi dendrocronologiche hanno precisato un termine post quem al 1497.

## Descrizione e stile
Il trittico mostra nello scomparto centrale la crocifissione di una santa. Un tempo ritenuta santa Giulia di Corsica, già nel 1966 veniva pubblicata come santa Liberata. Il restauro compiuto tra il 2013 ed il 2015 ha rivelato una leggera peluria sul volto della santa crocifissa e ha confermato l'identificazione con santa Wilgefortis (Virgo fortis – poco nota in italia ma identificata come santa Liberata), martire del VII secolo venerata nelle Fiandre, ma quasi sconosciuta in Italia dove le errate trascrizioni e le tradizioni popolari l'hanno trasformata in santa Liberata. Secondo quanto riportano le fonti, infatti, per proteggere il suo voto di castità, pregò Dio che le facesse crescere la barba la prima notte di nozze, suscitando le ire del padre che la condannò al martirio. 
La scena riprende da vicino l'iconografia della crocifissione di Cristo, a sottolineare la similarità del sacrificio dei martiri. La donna infatti si trova nella parte più alta del dipinto, in posizione di risalto sullo sfondo del cielo, mentre tutt'intorno si assiepa, in basso, una folla varia, composta da carnefici, curiosi e sostenitori della santa, tra cui uno che sviene retto da alcuni personaggi vicini, una postura tipica della Vergine Maria. La folla brulica da un antro ricordando il caso degli insetti, in una varietà di gesti, fogge d'abito e colori davvero straordinaria. Sulla destra è riconoscibile il padre che ne ordina il martirio come castigo per le mancate nozze e per la sua fede cristiana, e sulla sinistra, il promesso sposo, dal ricco abbigliamento, che prostrato all’indietro viene sostenuto da alcuni astanti.

Riflettografia a infrarossi che rivela i due donatori cancellati

Le ante laterali mostrano due città: un porto a destra, con fantasiosi edifici a cupola e alcune sinistre navi affondate, e una città in fiamme a sinistra, occupata da demoni e abbandonata dai suoi abitanti. In basso presentano entrambe un parapetto, dove a sinistra è appoggiato un eremita in una cappa scura e a destra transitano dietro due personaggi che indicano il pannello centrale, riconoscibili in un monaco e un soldato. Alcune incongruenze spaziali nelle ante hanno fatto pensare che l'accostamento al pannello centrale sia avvenuto solo in un secondo momento, come confermerebbero anche le radiografie che hanno mostrato la presenza di due donatori inginocchiati, coperti a sinistra da una torre e a destra da una roccia.